# Cornelis Caesar
Cornelis Caesar (Goes, 1609 - Batavia, 5 oktober 1657) was van 1653 tot 1656 gouverneur op Formosa.
Cornelis Caesar begon zijn carrière als assistent voor de VOC en arriveerde op 6 februari 1629 in Batavia. Zeven jaar later werkte hij in Hirado, de handelspost in Japan, totdat hij in 1637 waarnemend leider werd in Quinam (nu de regio Zuid-Vietnam). Daarna werkte hij als koopman in Tayouan op Formosa. Na bevorderd te zijn tot opperkoopman (op 7 mei 1641) vertrok hij weer naar Japan. In 1644 was hij belast met de handhaving van orde en recht over  dorpen op Formosa en in 1645 keerde hij weer terug naar Japan. Daar kreeg hij de opdracht om een campagne te leiden langs de westkust van Luzon.
Hij diende een verzoek in om terug te keren naar de Republiek, wat op 9 mei 1647 werd goedgekeurd. Op 4 januari 1648 vertrok hij met de terugkerende vloot als tweede commandant op het schip "Oranje". Volgens de patria-missive van 10 september 1650 werd hij door het opperbestuur van de VOC benoemd tot extra-ordinaris lid van de Raad van Indië. Hij keerde terug naar Indië en werd bij resolutie van 7 juli 1651 benoemd tot opzichter van alle werken binnen het fort. Dat was een zeer winstgevende functie, aangezien hij de volledige controle had over het werk van alle ambachtslieden. Op 23 december 1651 werd hij toegevoegd lid van de Raad van Justitie in Batavia. Op 24 april 1653 werd hij president van de Weeskamer. 
In 1653 vroeg Nicolaas Verburg, gouverneur op Formosa, om aflossing en volgde Caesar hem op. Na een succesvolle reis aan boord van het jacht De Sperwer arriveerde Caesar op Tayouan. Hij was de voorlaatste gouverneur van het eiland en bleef daar tot 30 juni 1656. Na terugkeer in Batavia januari 1657 werd hij benoemd tot Raad van Indië. Hij overleed op 5 oktober 1657 en werd met veel ceremonieel begraven. 
Martinus Caesar, een zoon van Cornelis, was een opperhoofd op Deshima.
- Biografisch Portaal: 16064800
- Virtual International Authority File: 316738549